# Jean-Claude Tramont
Jean-Claude Tramont (né le 5 mai 1934 à Bruxelles et mort le 27 décembre 1996 à Los Angeles) est un réalisateur et scénariste belge.

## Biographie
En 1973, Jean-Claude Tramont avait épousé Sue Mengers « l'un des agents d'Hollywood les plus influents dans les années 1970 ».

## Filmographie
Scénariste
- 1973 : Les Noces de cendre (Ash Wednesday) de Larry Peerce
- 1977 : Le Point de mire

Réalisateur
- 1977 : Le Point de mire
- 1981 : La Vie en mauve (All Night Long), avec Gene Hackman et Barbra Streisand
- 1986 : Les derniers beaux jours (As Summers Die) avec Scott Glenn et Jamie Lee Curtis